# 음보무주

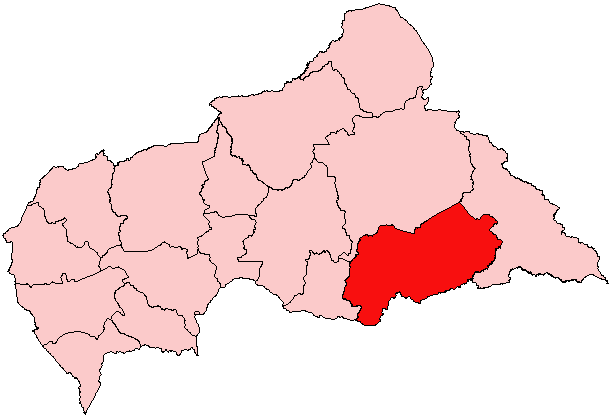
음보무 주의 위치

음보무주(Mbomou)는 중앙아프리카 공화국 남부에 위치한 주로, 주도는 방가수이며 면적은 61,150km2, 인구는 132,740명(2003년 기준), 인구밀도는 2.2명/km2이다. 남쪽으로는 콩고 민주 공화국과 국경을 맞대고 있다.